# Delomerista novita
Delomerista novita là một loài tò vò trong họ Ichneumonidae.